# Tuż przed tragedią
Tuż przed tragedią – serial dokumentalny, obrazujący niektóre katastrofy wywołane przez człowieka i kataklizmy ery współczesnej, analizując przyczyny i zdarzenia, które doprowadziły do tragedii. Obfituje on w wywiady, wspomnienia, testy i symulacje CGI, które odtwarzają widzom sekunda po sekundzie obraz tragedii.
Cechami charakterystycznymi serii są: chronologiczny ciąg wydarzeń (zgodnie z nazwą), użycie zaawansowanej technologii CGI do odtwarzania obrazów tragedii oraz animacje przypominające plany konstrukcyjne (ang. blueprint). Seria bardzo mało korzysta z dialogów między aktorami odgrywającymi postacie ofiar tragedii – główne kwestie wypowiada narrator i świadkowie.

## Konstrukcja odcinka
Każdy odcinek serii został nakręcony według stałego szablonu, który można zasadniczo podzielić na 5 części:
- Scena otwierająca – krótki wstęp ukazujący ogólny obraz tragedii.
- Czołówka wraz z charakterystyczną (czasem nieznacznie zmienianą) linią otwierającą:

Katastrofy nie zdarzają się same. Są skutkiem łańcucha krytycznych wydarzeń. Odtwórzmy je i przeanalizujmy – Tuż przed tragedią.

- Dłuższa sekwencja odliczania do tragedii, po której następuje katastrofa. Jeszcze przed nią odcinek kilkakrotnie „cofa się”, aby ukazać tytułowe „tuż przed tragedią” z punktu widzenia różnych osób. Przez cały czas trwa odliczanie do tragedii. Pod koniec tej części zazwyczaj ukazuje się reakcje świadków i bliskich ofiar na wieść o katastrofie.
- Część analityczna, w której zegar pokazujący godzinę zmienia się w zegar odliczający czas pozostały do tragedii. Zazwyczaj rozpoczyna się słowami:

Zaawansowane symulacje komputerowe zabiorą nas tam, gdzie nie dotrze żadna kamera – w samo serce katastrofy.

- Podsumowanie wyników śledztwa oraz ukazanie całego przebiegu katastrofy wraz z nowymi danymi, rozpoczynające się słowami:

Wreszcie śledczy mogą odtworzyć łańcuch wydarzeń, który doprowadził do katastrofy.

 Koniec serialu to zwykle opisywane przez świadków i uczestników tragedii odczucia z nią związane, oraz wykazanie czynów, które mają na celu uniknięcie podobnej katastrofy w przyszłości.

## Zmiany w serii
W sezonie drugim i trzecim zmieniono pewne elementy grafiki w stosunku do sezonu pierwszego W sezonie pierwszym po sekwencji otwierającej pokazywał się jeden z przekrojów jako tło i tytuł odcinka. W sezonie drugim i trzecim były to już obrazy komputerowe przedstawiające sceny z tragedii (np. w odcinku o katastrofie promu Columbia był to jego widok nad Ziemią).
Zmieniła się także czcionka i obraz odliczania – w sezonie pierwszym prezentowano je z dokładnością do jednej minuty, pokazując je w błękitnej ramce, zaś w drugim i trzecim pojawiały się bez ramki, jako białe, odliczające cyfry.
Serial emitowano do marca 2007 r. i zakończono liczbą 45 odcinków podzielonych na trzy sezony. „Tuż przed tragedią” zostało wznowione we wrześniu 2011 r., wraz z wyemitowaniem pierwszych odcinków czwartego sezonu (ze zmienioną szatą graficzną). Wyemitowano 22 odcinków nowej serii podzielonej na trzy sezony.
Premiera 6 sezonu rozpoczęła się wraz z emisją specjalnego odcinka poświęconego Zamachom w Norwegii w 2011 roku dokładnie rok po tym wydarzeniu.
Poprzez poszczególne sezony zmieniał się także narrator. Byli to:
- Ashton Smith – sezony 1-3,
- Richard Vaughan – niektóre odcinki sezonu 1, 2 i 6 pierwszych odcinków sezonu 3 oraz całego sezonu 4;
- Peter Guinness – ostatnie 13 odcinków sezonu 3.